# Cansel Kiziltepe
Cansel Kiziltepe (née le 8 octobre 1975 à Berlin-Kreuzberg) est une femme politique allemande du SPD. Depuis 2013 elle est députée de Berlin au Bundestag. Issue de la communauté turque, elle est considérée comme faisant partie de l’aile gauche du SPD. Pendant la campagne des élections fédérales de 2013 elle a défendu une ouverture du SPD vers Die Linke

## Biographie
Un article de Frédéric Lemaître « Mme Kiziltepe, candidate issue de l’immigration », est publié dans Le Monde avant les élections fédérales de 2013. Sur son blog Paysages, le Franco-Allemand Christophe Neff estime que Cansel  Kiziltepe symbolise le renouveau du SPD.
Lors de la campagne des élections fédérales de 2017, alors que les tensions entre l'Allemagne et la Turquie sont grandissantes à mesure du durcissement du régime de Recep Tayyip Erdoğan, qui demande aux Turcs d'Allemagne de ne pas voter pour les candidats SPD, CDU et Verts, Cansel Kiziltepe fait partie des personnalités constatant un divorce entre la communauté turque et leur pays d'adoption. Elle met en cause « une minorité » militante pro-Erdogan et déclare avoir reçu des menaces : « Des gens me disent qu'ils ne voteront pas pour moi, que j'ai trahi notre peuple ».